# 法四依
法四依（ほうしえ）とは、大乗経典に説かれる4つの法義をいう。
維摩経の法供養品や大智度論、成実論の第2にも見られるが、特に涅槃経の四依品では、仏滅後の末世（すなわち末法）に正しく依るべき4つの法義をいい、涅槃了義の観点から法四依を再説している。
- 依義不依語（義に依りて語に依らざれ）
arthapratiśaraṇatā na vyañjanapratiśaraṇatā
依於義不以厳好（支謙）、依趣於義不依於文（玄奘）
意味に依拠して、文辞に依拠しない
- 依智不依識（智に依りて識に依らざれ）
jñānapratiśaraṇatā na vijñānapratiśaraṇatā
依於慧不為文飾（支謙）、依趣於智不依於識（玄奘）
智慧に依拠して、知識に依拠しない
- 依了義経不依不了義経（了義経に依りて不了義経に依らざれ）
nītārthasūtrāntapratiśaraṇatā na neyārthasaṃvṛtyabhiniveśaḥ
依於経不習非義（支謙）、依趣了義所説契経終不依於不了義説（玄奘）
仏の教えが完全に説かれた経典に依拠して、意味のはっきりしない教説に依拠しない
- 依法不依人（法に依りて人に依らざれ）
dharmatāpratiśaraṇatā na pudgaladṛṣṭyupalambho na grāhyābhiniviṣṭatā
依於法不用人所見（支謙）、依趣法性終不依於補特伽羅見有所得（玄奘）
真理（法性）に依拠して、人間の見解に依拠しない